# Marietta und Friedrich Torberg-Medaille

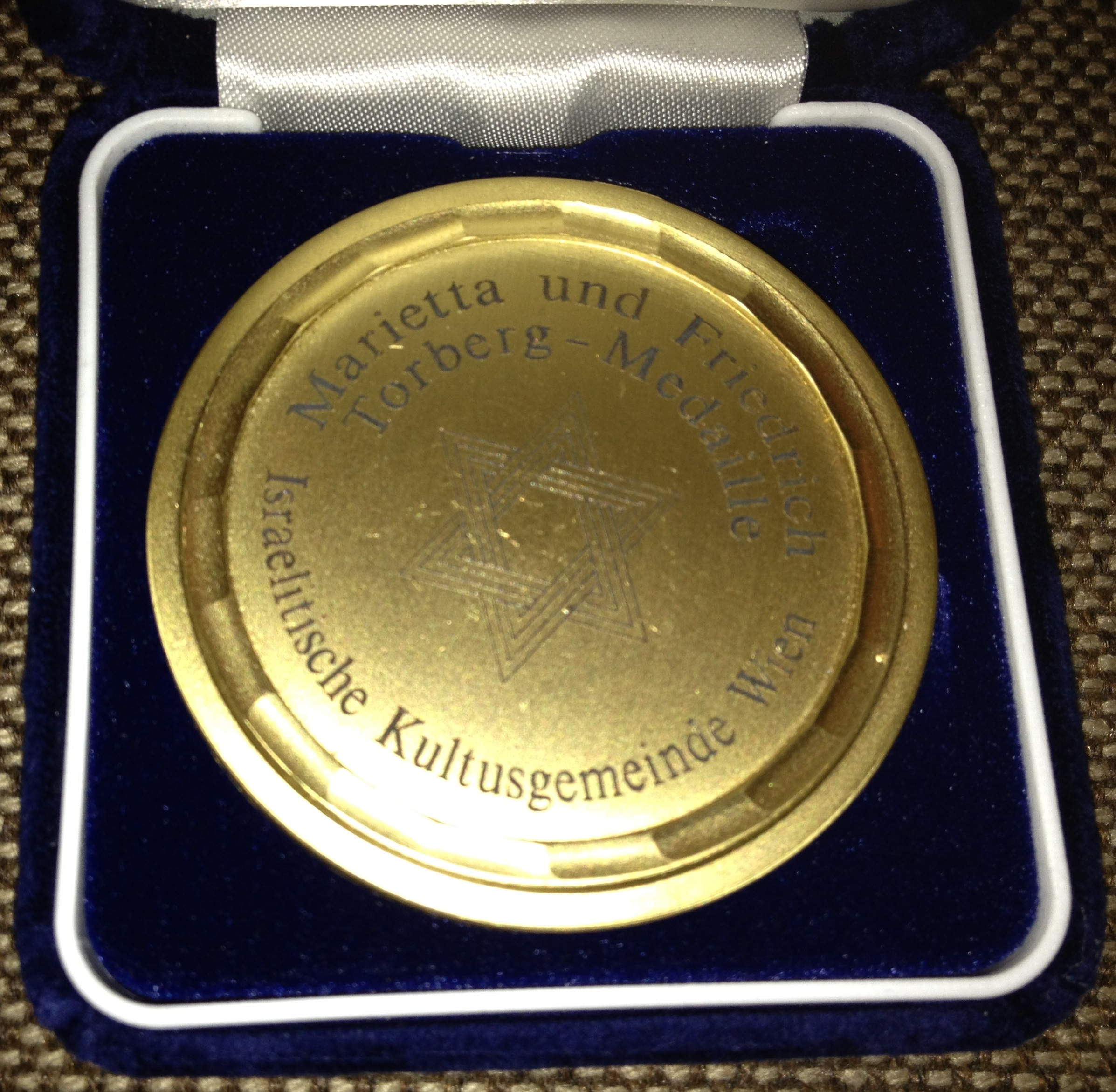
Marietta und Friedrich Torberg-Medaille

Die Marietta und Friedrich Torberg-Medaille (bis 2002 Friedrich Torberg-Medaille) wird in unregelmäßigen Abständen in Wien von der Israelitischen Kultusgemeinde an Persönlichkeiten und Initiativen verliehen, welche gegen Antisemitismus, Rassismus und den Nationalsozialismus beziehungsweise Neo-Nazismus aufgetreten sind.

## Der Preis
Die Marietta und Friedrich Torberg-Medaille ehrt das Andenken an den Schriftsteller, Journalist und Publizist Friedrich Torberg, welcher in seinen Werken gegen den Nationalsozialismus eintrat und sich gegen Kommunismus engagierte, sowie an seine langjährige Ehefrau (1945–1962) und Nachlassverwalterin Marietta. Die Marietta-und-Friedrich-Torberg-Medaille wird in Friedrichs Torbergs Erinnerung verliehen an Personen, die sich für die Demokratie und den Rechtsstaat in einem eigenständigen Österreich eingesetzt haben.

## Preisträger und Laudatoren
1987
- Peter Huemer (Laudatio: André Heller)

1990
- Siegfried Reingruber und Hermann Reitmajer (Laudatio: Peter Rabl)

1995
- Schüler und Lehrkörper des Gymnasiums Friesgasse (Laudatio: Paul Chaim Eisenberg)

1997
- Josef Broukal (Laudatio: Caspar Einem)

1999
- Initiative „Verlorene Nachbarschaft“ (Primavera Gruber, Käthe Kratz, Hans Litsauer, Werner Rotter, Karin Schön, Georg Schönfeld)
- Hubert Steiner (Laudatio: Franz Vranitzky)

2000
- Hubertus Czernin (Laudatio: Emile Zuckerkandl)
- Gertraud Knoll (Laudatio: Franz Vranitzky)
- Werner Vogt (Laudatio: Michael Scharang)

2001
- Marianne Enigl (Laudatio: Michael Hubenstorf)
- Hans Rauscher (Laudatio: Gerhard Roth)
- Joachim Riedl (Laudatio: Christian Brandstätter)
- Günter Traxler (Laudatio: Barbara Coudenhove-Kalergi)

2002
- Terezija Stoisits (Laudatio: Rudolf Scholten)
- Ludwig Adamovich (Laudatio: Clemens Jabloner)
- Wolfgang Petritsch (Laudatio: Jakob Finci)

2003
- Ute Bock (Laudatio: Helmut Schüller)
- Heinz Katschnig (Laudatio: Asmus Finzen)
- Alexander Potyka (Laudatio: Robert Schindel)

2005
- Waltraud Klasnic (Laudatio: Hans Rauscher)
- Clemens Jabloner (Laudatio: Georg Springer)
- Wolfgang Neugebauer (Laudatio: Kurt Scholz)

2007
Oktober
- Eva Blimlinger  (Laudatio: Terezija Stoisits)
- Ida Olga Höfler (Laudatio: Elie Rosen)

November
- Gerhard Roth (Laudatio: Daniel Charim)

2008
- Georg Haber[1] (Laudatio: Ariel Muzicant)

2010
- Lena, Franziska und Franz Müllner (Laudatio: Kitty Schrott)
- Martina Enzmann (Laudatio: Thomas Trenkler)
- Werner Sulzgruber (Laudatio: Isabella Siedl)

2011
- Thomas Haffner (Laudatio: Markus Kupferblum)
- Gerhard Zatlokal (Laudatio: Claudia Laschan)

2012
März
- Helmut Nausner (Laudatio: Martin Jäggle)

Mai
- Clemens Hellsberg (Laudatio: Zubin Mehta)
- Wolfgang Schütz (Laudatio: Arnold Pollak)[2]

November
- Andreas Maislinger (Laudatio: Anton Pelinka und Grußwort: Wladyslaw Bartoszewski)
- Hannes Porias (Laudatio: Willy Weisz)

2013
- Christian Kern (Laudatio: Hans Peter Haselsteiner)

2015
- Brigitte Bailer
- Willi Mernyi
- Karel Schwarzenberg

2016
- Andreas Mailath-Pokorny (Laudatio: Matti Bunzl)

2018
- Heinz Becker (Laudatio: Raya Kalenova)[3][4]

2019
- Renate Loidolt und Peter Loidolt (Laudatio: Ariel Muzicant)[5][6]
- Waltraud Barton[7] (Laudator:  Peter Huemer)
- Herbert Föttinger und Daniel Kehlmann[8]

2022
- Barbara Glück (Laudatio: Petra Stuiber)[9]
- Jennifer Kickert
- Günther Havranek